# Zealeuctra arnoldi
Zealeuctra arnoldi är en bäcksländeart som beskrevs av William Edwin Ricker och Ross 1969. Zealeuctra arnoldi ingår i släktet Zealeuctra och familjen smalbäcksländor. Inga underarter finns listade i Catalogue of Life.